# CERN
Den Europæiske Organisation for Højenergifysik (CERN; engelsk: European Organization for Nuclear Research) er en europæisk atomforskningsorganisation, som driver verdens største forsøgsanlæg for partikelfysik. Navnet CERN kommer af fransk: Conseil Européen pour la Recherche Nucléaire. CERN har observatørstatus i de Forenede Nationer (FN).  
CERN blev  grundlagt i 1954 og er beliggende på den fransk-schweiziske grænse i en forstad nordvest for Geneve (46°14′3″N 6°3′19″Ø / 46.23417°N 6.05528°Ø). CERN har 22 medlemslande,hvoraf Israel er det eneste ikke-europæiske land med fuldt medlemskab.

Benævnelsen CERN bruges også i omtale af selve forsøgsanlægget, som i 2016 beskæftigede 2.500 videnskabelige, tekniske og administrative medarbejdere og modtog omkring 12.000 brugere. Samme år producerede CERN 49 petabyte data.
CERN’s hovedformål er at stille partikelacceleratorer og anden nødvendig infrastruktur til rådighed for forsøg med højenergifysik. Som resultat er talrige eksperimenter blevet opstillet og gennemført i internationalt samarbejde. Hovedanlægget ved byen Meyrin rummer et stort datacenter, som dels anvendes til lagring og analyse af data og dels til simuleringer. Forskere har brug for online adgang til disse faciliteter, så forskningscenteret har historisk set været centrum i et stort elektronisk netværk. I CERN’s virke ligger også oprindelsen til World Wide Web.

## Historie
Aftalen om etablering af CERN blev ratificeret den 29. september 1954 af 12 vesteuropæiske lande. Forkortelsen CERN stammer fra det franske Conseil Européen pour la Recherche Nucléaire (Det Europæiske Råd for Kerneforskning), som var navnet på organitiationens  midlertidige bestyrelse, der i 1952 blev etableret af de 12 europæiske regeringer, herunder Danmark. Da den midlertidige bestyrelse blev opløst, bibeholdt man akronymet CERN, selv om navnet i 1954 blev ændret til det nuværende Organisation Européenne pour la Recherche Nucléaire (European Organization for Nuclear Research).
CERN’s første rådspræsident var Sir Benjamin Lockspeiser. Edoardi Amaldi var generalsekretær for CERN i dets tidlige start, hvor arbejdetsprocesserne stadig var under udvikling, og den første generaldirektør var Felix Bloch (i 1954).
I begyndelsen var forsøgsanlægget helliget studier af atomkerner, men snart blev det også anvendt til højenergifysik med fokus på studier af interaktioner mellem subatomare partikler. Derfor omtales forsøgsanlægget CERN ofte som Det Europæiske Forsøgsanlæg for Partikelfysik (Laboratoire européen pour la physique des particules), et navn der i højere grad beskriver arbejdet på anlægget.

## Videnskabelige resultater
Adskillige væsentlige forsøgsresultater er opnået ved arbejdet på CERN. De omfatter bl.a.
- 1973:	Opdagelsen af neutrale strømme i Gargamelle boblekammeret[10]
- 1983:	Opdagelsen af W- og Z-partikler i UA1 og UA2 eksperimenterne[11][12]
- 1989:	Bestemmelse af antallet af lette neutrinofamilier ved Large Electron-Positron Collider (LEP)
- 1995:	Den første dannelse af antibrint atomer i PS210 eksperimentet[13]
- 1999:	Opdagelsen af direkte CP brud NA48 eksperimentet[14]
- 2010: Isolering af 38 antibrintatomer[15]
- 2011: Fastholdelse af antibrint i over 15 minutter[16]
- 2012: Opdagelse af en boson med en masse på ca. 125 GeV/c2, den længe eftersøgte Higgs-partikel.[17]

I september 2011 tiltrak CERN sig mediernes bevågenhed, da forskningsgruppen bag OPERA-projektet rapporterede fundet af neutrinoer, der bevægede sig hurtigere end lyset. Yderligere forsøg viste, at resultaterne var fejlbehæftede på grund af et forkert forbundet GPS-synkroniseringskabel.

I 1984 blev nobelprisen i fysik tildelt Carlo Rubia og Simon van der Meer for resultater, som førte til opdagelsen af W- og Z-partiklerne. I 1992 blev nobelprisen i fysik tildelt CERN-forskeren Georges Charpak for “opfindelse og udvikling af partikeldetektorer, og især for trådkammeret “multiwire proportional chamber”.
I 2013 blev nobelprisen i fysik tildelt François Englert og Peter Higgs for deres teoretiske beskrivelse af Higgs-mekanismen året efter fundet af Higgs-partiklen gennem forsøg ved CERN.

### Datavidenskab
Udviklingen af World Wide Web startede som et CERN-projekt ved navn ENQUIRE. Projektet blev igangsat af Tim Berners-Lee i 1989 og Robert Cailliau i 1990. 
Projektets formål var at facilitere forskernes informationsdeling baseret på et hypertekstsystem. Den første hjemmeside blev lanceret i 1991, og den 30. april 1993 meddelte CERN, at World Wide Web kunne bruges af alle. En kopi af den første hjemmeside udformet af Berners-Lee kan stadig ses på World Wide Web Consortium’s hjemmeside som et historisk dokument. 
Allerede først i 1980erne - og inden udviklingen af World Wide Web – gennemførte CERN en banebrydende udvikling af selve internetteknologien. I 1995 blev Berners-Lee og Cailliau hædret i fællesskab af Association for Computing Machinery (ACM) for deres bidrag til udviklingen af internettet.
I de senere år er CERN blevet et center for Grid computing og huser projekter som Enabling Grids for E-sciencE (EGEE) og LHC Computing Grid. Laboratoriet huser også CERN Internet Exchange Point (CIXP), det ene af de to største internet-knudepunkter (fysisk infrastruktur for udveksling af internettrafik) i Schweiz.

## Faciliteter

### Det nuværende anlæg
CERN driver et sammenhængende anlæg på seks acceleratorer og en decelerator. Hver accelererende enhed i kæden øger energien i partikelstrålerne inden de sendes videre til forsøg eller til den næste og kraftigere accelerator. Anlægget består af følgende aktive maskiner:
- To lineære acceleratorer, som leverer lavenergipartikler. LINAC 2 accelererer protoner til 50 MeV, hvorefter de injiceres i protron-synkrotronacceleratoren PSB (Proton Synchrotron Booster), og LINAC 3 leverer tunge ioner på 4,2 MeV/u til injicering i lagerringen LEIR (Low Energy Ion Ring).[24]

- Synkrotonen PSB (Proton Synchrotron Booster) øger hastigheden på de partikler, der er genereret af de lineære protonacceleratorer, inden de overføres til andre acceleratorer.

- Lagerringen LEIR øger hastigheden på ionerne fra den lineære accelerator inden den overfører dem til protonsynkrotronen PS. Denne accelerator blev taget i brug i 2005 efter ombygning fra den tidligere lavenergi-antiprotonlagerring LEAR (Low Energy Antiproton Ring).

- 28 GeV protonsynkrotronen PS (Proton Synchrotron) er en cirkulær accelerator, der blev bygget i årene 1954-59. Den bruges stadig som tilførselsaccelerator til den endnu kraftigere Super Proton Synchrotron (SPS).

- SPS (Super Proton Synchrotron) er en cirkulær accelerator med en diameter på 2 km, der er bygget i en tunnel. Den blev taget i brug i 1976. Det oprindelige design muliggjorte en beam energi på 300 GeV, senere gradvis opgraderet til 450 GeV. SPS leverer stråler til fastmålseksperimenter - for tiden COMPASS (NA58), SHINE (NA61), NA62 og NA63[25], og den har været anvendt til proton-antiprotonkollisioner (SppS-kollisioner) og til at accelerere højenergielektroner og -positroner til injicering i Large Electron-Positron Collider (LEP). Siden 2008 er den blevet anvendt til at injicere protroner og tunge ioner i Large Hadron Collider (LHC).

- ISOLDE (On-Line Isotope Mass Separator) anvendes til forskning i ustabile atomer. De radioaktive ioner dannes ved sammenstød af protoner med en energi på 1,0-1,4 GeV fra proton-synkrotronacceleratoren PSB, med stationære tunge atomkerner i en særlig ionkilde. ISOLDE blev taget i anvendelse i 1967 og er blevet ombygget og opgraderet i 1974 og 1992. En opgradering til HIE-ISOLDE er i gang.[26]

- Antiproton-deceleratoren, AD, (Antiproton Decelerator) reducerer hastigheden på antiprotoner til ca. 10% af lysets hastighed. Den anvendes til forskning i antistof.

- En kompakt forsøgsfacilitet for lineære kollisioner (Compact Linear Collider Test Facility), hvor man undersøger gennemførligheden af et eventuelt kommende projekt baseret på kollisioner mellem elektroner og positroner fra en meget lang lineær accelerator.

- AWAKE eksperimentet, som er en demonstrator for en ny type acceleration baseret på wakefield plasma acceleration drevet af høj-energi protoner.[27]

- LHC, der er CERN’s flagskib og omtales nærmere nedenfor.

#### Large Hadron Collider
Se hovedartikkelen for Large Hadron Collider
Mange af de nuværende aktiviteter på CERN indebærer forsøg med den største accelerator, Large Hadron Collider (LHC). LHC repræsenterer et storstilet globalt samarbejde. 
LHC befinder sig i en tunnel 60-100 m under jorden i området mellem Genève Internationale Lufthavn og den nærliggende Jurabjergkæde. Størstedelen af den cirkulære tunnel på 27 km i omkreds ligger på den franske side af grænsen. Tidligere har tunnelen huset den store elektron-positron accelerator LEP (Large Electron-Positron Collider), som blev lukket ned i november 2000. CERN’s eksisterende PS/SPS acceleratoranlæg bruges til at øge energien af protoner og blyioner, som derefter injiceres ind i LHC.
Syv forskningsprojekter, ALICE, ATLAS, CMS, LHCb, LHCf, MoEDAL og TOTEM, er placeret langs acceleratoren. Alle eksperimentene studerer partikelkollisioner fra forskellige aspekter og med forskellige teknologier. Opførelsen af anlæg til de forskellige projekter har været en ingeniørmæssig udfordring. For eksempel måtte man skaffe en særlig kran fra Belgien til at sænke dele af CMS-detektoren ned i undergrunden, da hver del vejede næsten 2.000 tons. Den første af de næsten 5.000 magneter, som konstruktionen krævede, blev sænket ned i en specialbygget skakt den 7. marts 2005.
LHC  genererer store mængder af data, som CERN sender til forskningsinstitutioner rundt omkring i verden til videre behandling– og gør brug af en særlig Grid-infrastruktur, LHC Computing Grid. I april 2005 sendte en vellykket test 600 MB/s til syv forskellige modtagere i verden.
De første partikelstråler blev injiceret  i LHC i august 2008. Den 10. september 2008 blev den første stråle sendt rundt i hele LHC, men systemet gik ned 10 dage senere på grund af en defekt magnetforbindelse, og den 19. september 2008 blev acceleratoren taget ud af drift  i ca. et år for reparation. 
Den 20. november 2009 blev LHC sat i drift igen og sendte fejlfrit to stråler rundt, hver med en energi på 450GeV. Ingeniørernes udfordring var herefter at få de to stråler rettet ind, så de ville kollidere med stor kraft. Det var “som at skyde to nåle tværs over Atlanten og få dem til at ramme hinanden”, ifølge Steve Myers, direktør for acceleratorer og teknologi på CERN.
Den 30. marts 2010 lykkedes det med LHC at få to protonstråler til at kollidere, hver med en hastighed på 3,5 TeV energi pr. proton, altså en kollision på 7 TeV. Dette var imidlertid kun begyndelsen på det arbejde, der forventedes at føre til opdagelsen af Higgs-partiklen. Da forsøgsperioden med 7 TeV kollisioner sluttede, øgede acceleratoren i marts 2012 energien til 8 TeV (4 TeV pr. proton). I juni 2012 annoncerede CERN-forskerne, at de havde fundet en ny partikel, som de senere bekræftede var Higgs-partiklen. I marts 2013 bekendtgjorde CERN, at de målinger, man havde udført på den nyfundne partikel, understøttede, at dette var Higgs-partiklen. 
I starten af 2013 blev LHC lukket ned for en 2-årig periode med henblik på vedligeholdesarbejde, en forbedring af de elektriske forbindelser mellem magneterne i acceleratoren, samt andre opgraderinger.
Den 5. april 2015, efter to års vedligeholdelses- og konsolideringsarbejde, blev LHC startet op for sin anden kørselsperiode. To protronstråler blev uden problemer sendt rundt i hver sin retning i den 27 km lange ring. Den første opstart til den rekordhøje energy på 6,5 TeV blev udført den 10. april 2015. Arbejdet fortsatte i 2016, hvor den skitserede kollisionshastighed kunne overskrides for første gang, samt i 2017.

### Fremtidige acceleratorer under overvejelse
I samarbejde med forskningsgrupper over hele verden undersøger CERN to koncepter for fremtidige acceleratorer: En lineær elektron-positron accelerator med et nyt accelerationskoncept til at øge energien (CLIC) og en større version af LHC-acceleratoren, et projekt der for øjeblikket kaldes Future Circular Collider (fremtidig cirkulær accelerator). Designstudier for FCC er i gang og undersøger muligheden for at bygge en 100TeV circulært maskine i en 100 km lang tunnel, med LHC som injector.

### Afviklede acceleratorer
- Den første lineære accelerator, LINAC 1[39]
- Den 600 MeV stærke synkrocyklotron, Synchrocyclotron (SC), som blev sat i drift i 1957 og lukket ned i 1991.[40]
- Acceleratoren ISR med krydsende lagerringe (Intersecting Storage Rings), en tidlig accelerator, der blev bygget i årene 1966-71 og var i drift til 1984.[41]
- Den store elektron-positronaccelerator, LEP (Large Electron-Positron Collider), som var i drift i årene 1989-2000, dengang den største af sin art. Den blev bygget i den 27 km lange tunnel, som nu huser Large Hadron Collider.[42]
- Lavenergi-antiprotronringen LEAR (Low Energy Antiproton Ring), som blev taget i brug i 1982, og som i 1995 opsamlede de første dele af ægte antistof, bestående af ni antibrintatomer. Den blev lukket ned i 1996 og efterfulgt af antiprotron-deceleratoren.[43]

## Lokaliteter
De mindre acceleratorer befinder sig på Meyrin-hovedanlægget (også kaldet West Area), som oprindeligt blev anlagt i Schweiz langs den franske grænse, men siden 1965 har været udvidet ind over grænsen til Frankrig. Der er ingen synlige tegn på landegrænsen, bortset fra en række markeringssten. Der er seks indgange til Meyrin-anlægget:
- A, i Schweiz, for alle CERN-ansatte inden for fastlagte tidspunkter
- B, i Schweiz, for allle CERN-ansatte døgnet rundt. Ofte kaldet CERN’s hovedindgang.
- C, i Schweiz, for alle CERN-ansatte inden for fastlagte tidspunkter
- D, i Schweiz, for varemodtagelse inden for fastlagte tidspunkter
- E, i Frankrig, for CERN-ansatte bosat i Frankrig og inden for fastlagte tidspunkter. Indgangen hedder også “Charles de Gaulle Indgangen” i anerkendelse af dennes rolle i skabelsen af CERN.[44]

Inter-site tunnel, den indre forbindelsestunnel til overførsel af udstyr til og fra CERN lokaliteter i Frankrig, håndteret af personale med særlig tilladelse. Denne rute er den eneste tilladte for sådanne overførsler. Som aftalt i CERN-traktaten betales der ikke afgifter for disse overførsler. Overførslerne kontrolleres af toldembedsmænd.
SPS og LEP/LHC tunnelerne ligger for størstedelen udenfor hovedanlægget og ligger stort set gemt under fransk landbrugsland, usynligt på overfladen. Dog er der opstillet overfladeanlæg rundt omkring i tunnelernes udstrækning, enten i form af bygninger til brug for forsøg, eller andre anlæg, som anvendes til driften af acceleratorerne, som f.eks. kryogenanlæg og adgangsskakter. Ved disse anlæg udføres forsøgene nede i tunnelernes niveau. 
Tre af disse forsøgsanlæg (ALICE, CMS og LHCb detektorerne) ligger i Frankrig, mens ATLAS ligger i Schweiz; dog ligger nogle af de tilhørende kryogenanlæg og adgangsskakter i Schweiz. Det største forsøgsanlæg, Prévessin, også kaldet North Area, er målstation for ikke-kollisionsforsøg med SPS-acceleratoren. Andre anlæg er dem, der blev brugt til forsøgene UA1, UA2 og LEP (sidstnævnte anvendes ved LHC-forsøgene). 
Bortset fra LEP- og LHC-forsøgene, benævnes de fleste forsøg officielt med anlæggets navn og et fortløbende nummer. For eksempel foregik forsøget NA32, hvor man studerede partikler med ‘charm’ quarks, på Prévessin (North Area), og i forsøget WA22 anvendte man boblekammeret Big European Bubble Chamber (BEBC) ved Meyrin-anlægget (West Area) til at studere neutrino-interaktioner. UA1 og UA2 anses for at foregå i undergrunden (Underground Area), dvs. på anlæg ved SPS-acceleratoren.
De fleste af CERN’s bilveje ved Meyrin- og Prévessin-anlæggene er opkaldt efter berømte fysikere, f.eks. Richard Feynman, Niels Bohr og Albert Einstein.

## Deltagelse og finansiering

### Medlemslande og budget
Siden CERN blev grundlagt af 12 medlemslande i 1954 er flere kommet til med jævne mellemrum. Alle nye medlemslande er forblevet i organisationen siden de tiltrådte, undtagen Spanien og Jugoslavien. Spanien tilsluttede sig oprindeligt CERN i 1961, trak sig ud i 1969, men kom tilbage i 1983. Jugoslavien var et af CERN’s stiftende medlemslande, men forlod organisationen i 1961. Af de 22 medlemslande er Israel det første og hidtil eneste ikke-europæiske land med fuldt medlemskab. Israel tilsluttede sig organisationen den 6. januar 2014.
Medlemslandenes bidrag til budgettet beregnes på basis af deres BNP.
| Medlemsland                                                            | Status siden       | Bidrag (million CHF i 2017) | Bidrag (procentdel af total i 2017) | Bidrag pr. indbygger (CHF/person i 2017) |
| ---------------------------------------------------------------------- | ------------------ | --------------------------- | ----------------------------------- | ---------------------------------------- |
| Stiftende medlemslande                                                 |                    |                             |                                     |                                          |
| Belgien                                                                | 29. september 1954 | 30,9                        | 2,76490%                            | 2,7                                      |
| Danmark                                                                | 29. september 1954 | 19,8                        | 1,77200%                            | 3,4                                      |
| Frankrig                                                               | 29. september 1954 | 160,3                       | 14,31995%                           | 2,6                                      |
| Tyskland                                                               | 29. september 1954 | 228,9                       | 20,43893%                           | 2,8                                      |
| Grækenland                                                             | 29. september 1954 | 13,4                        | 1,20136%                            | 1,6                                      |
| Italien                                                                | 29. september 1954 | 118,9                       | 10,62383%                           | 2,1                                      |
| Holland                                                                | 29. september 1954 | 53,4                        | 4,77159%                            | 3,0                                      |
| Norge                                                                  | 29. september 1954 | 32,4                        | 2,89674%                            | 5,4                                      |
| Sverige                                                                | 29. september 1954 | 30,6                        | 2,73414%                            | 3,0                                      |
| Schweiz                                                                | 29. september 1954 | 43,8                        | 3,91633%                            | 4,9                                      |
| Storbritannien                                                         | 29. september 1954 | 169,0                       | 15,09604%                           | 2,4                                      |
| Jugoslavien                                                            | 29. september 1954 | 0                           | 0%                                  | 0                                        |
| Tiltrådte medlemslande                                                 |                    |                             |                                     |                                          |
| Østrig                                                                 | 1. juni 1959       | 24,2                        | 2,16538%                            | 2,9                                      |
| Spanien                                                                | 1. januar 1983     | 80,8                        | 7,21596%                            | 2,0                                      |
| Portugal                                                               | 1. januar 1986     | 12,4                        | 1,11382%                            | 1,3                                      |
| Finland                                                                | 1. januar 1991     | 15,0                        | 1,34699%                            | 2,8                                      |
| Polen                                                                  | 1. juli 1991       | 31,6                        | 2,82107%                            | 0,8                                      |
| Ungarn                                                                 | 1. juli 1992       | 6,7                         | 0,60250%                            | 0,7                                      |
| Tjekkiet                                                               | 1. juli 1993       | 10,5                        | 0,93717%                            | 1,1                                      |
| Slovakiet                                                              | 1. juli 1993       | 5,4                         | 0,48362%                            | 1,0                                      |
| Bulgarien                                                              | 11. juni 1999      | 3,3                         | 0,29323%                            | 0,4                                      |
| Israel                                                                 | 6. januar 2014     | 16,7                        | 1,49109%                            | 2,7                                      |
| Rumænien                                                               | 17. juli 2016      | 11,1                        | 0,99338%                            | 0,6                                      |
| Totalt medlemslande                                                    |                    | 1.119.900.050               | 100%                                | -                                        |
| Associerede medlemslande i indledende stadie til medlemskab            |                    |                             |                                     |                                          |
| Serbien                                                                | 15. marts 2012     | 1,9                         | -                                   | -                                        |
| Cypern                                                                 | 1. april 2016      | 1,0                         | -                                   | -                                        |
| Slovenien                                                              | 4. juli 2017       | 0,5                         | -                                   | -                                        |
| Associerede medlemslande                                               |                    |                             |                                     |                                          |
| Tyrkiet                                                                | 6. maj 2015        | 4,7                         | -                                   | -                                        |
| Pakistan                                                               | 31. juli 2015      | 1,4                         | -                                   | -                                        |
| Ukraine                                                                | 5. oktober 2016    | 1,0                         | -                                   | -                                        |
| Indien                                                                 | 16. januar 2017    | 11,6                        | -                                   | -                                        |
| Associerede medlemslande der afventer ratificering                     |                    |                             |                                     |                                          |
| Litauen                                                                | 27. juni 2017      |                             | -                                   | -                                        |
| Kandiderende lande for tilslutning                                     |                    |                             |                                     |                                          |
| Totalt bidrag fra alle medlemslande, kandiderende og associerede lande |                    | 1.142,1                     | -                                   | -                                        |

1. ↑  1.	Baseret på befolkningstal in 2017.
2. ↑  12 stiftende medlemslande udarbejdede Aftalen om Etablering af en Europæisk Organisation for Atomforskning (Convention for the Establishment of a European Organization for Nuclear Research), som trådte i kraft den 29. september 1954.
[2]
3. ↑  Jugoslavien forlod organisationen i 1961.
4. ↑  Godkendte medlemslande bliver CERN-medlemslande ved at ratifice CERN-aftalen.[49]
5. ↑  Spanien var tidligere medlemsland i årene 1961 til 1969.
6. ↑  6.	Yderligere bidrag fra kandiderende lande og associerede medlemslande.[49]

### Udvidelse
Associerede medlemmer, kandiderende lande:
- Serbien kandidat til optagelse i CERN den 19. december 2011, underskrev en associeringsaftale den 10. januar 2012[62][63]og blev associeret medlemsland den 15. marts 2012 som indledende stadie til medlemskab.[53]

- Tyrkiet underskrev en associeringsaftale den 12. maj 2014[64] og blev associeret medlem den 6. maj 2015.

- Pakistan underskrev en associeringsaftale den 19. december 2014[65] og blev associeret medlem den 31. juli 2015.[66][67]

- Cypern underskrev en associeringsaftale den 5. oktober 2012 og blev associeret medlem som indledende stadie til medlemskab den 1. april 2016.[54]
- Ukraine underskrev en associeringsaftale den 3. oktober 2013. Aftalen blev ratificeret den 5. oktober 2016.[59]

- Indiaunderskrev en associeringsaftale den 21. november 2016.[68] Aftalen blev ratificeret den 16. januar 2017.[60]

- Slovenien blev godkendt til indtrædelse som associeret medlemsland på et indledende stadie til medlemskab den 16. december 2016.[55]  Aftalen blev ratificeret den 4. juli 2017.[56]

- Litauen blev godkendt til indtrædelse som associeret medlem den 16. juni 2017. Associeringsaftalen blev underskrevet den 27. juni 2017.[61]

### Internationale relationer
Tre lande har observatørstatus:
- Japan – siden 1995
- Russia – siden 1993
- United States – siden1997

Tre internationale organisationer har observatørstatus:
- UNESCO – siden 1954
- Europa-Kommissionen – siden 1985
- Joint Institute for Nuclear Research (JINR) - siden 2014

Ikke-medlemsstater (med angivelse af dato for samarbejdsaftaler), der for øjeblikket er involveret i CERN-programmer er: 
- Albania - oktober 2014 [71]
- Algeriet - 2008 [72]
- Argentina – 11 marts 1992
- Armenien – 25 marts 1994
- Australien – 1 november 1991
- Aserbajdsjan – 3 december 1997
- Bangladesh - 2014 [73]
- Hviderusland – 28 juni 1994
- Bolivia - 2007[74]
- Brasilien – 19 februar 1990 & oktober 2006
- Canada – 11 oktober 1996
- Chile – 10 oktober 1991
- Kina – 12 juli 1991, 14 august 1997 & 17 februar 2004
- Colombia – 15 maj 1993
- Kroatien – 18 juli 1991
- Ecuador - 1999[75]
- Egypten – 16 januar 2006
- Estland – 23 april 1996
- Georgien – 11 oktober 1996
- Island – 11 september 1996
- Iran – 5 juli 2001
- Jordan - 12 juni 2003.[76] MoU with Jordan and SESAME, in preparation of a cooperation agreement signed in 2004.[77]
- Litauen – 9 november 2004
- Makedonien – 27 april 2009
- Malta – 10 januar 2008[78][79]
- Mexico – 20 februar 1998
- Mongoliet
- Montenegro – 12 oktober 1990
- Marokko – 14 april 1997
- New Zealand – 4 december 2003
- Peru – 23 februar 1993
- Saudi Arabien – 21 januar 2006
- Sydafrika – 4 juli 1992
- Sydkorea – 25 oktober 2006
- Forenede Arabiske Emirater – 18 januar 2006
- Vietnam

CERN har også videnskabelig kontakt med følgende lande: :
- Cuba
- Ghana
- Ireland
- Letland
- Libanon
- Madagaskar
- Malaysia
- Mozambique
- Det palæstinensiske selvstyre
- Filippinerne
- Qatar
- Rwanda
- Singapore
- Sri Lanka
- Taiwan
- Thailand
- Tunesien
- Usbekistan

Internationale forskningsinstitutioner, f.eks. CERN, kan bistå diplomati gennem forskning.

## Open access publicering – fri adgang til videnskabelige artikler
CERN har taget initiativ til et project (SCOAP3). Med SCOAP3-samarbejdet deles landende om publiceringsomkostninger hos forlagene uden udgifter for forskerne. Samtidig sænker forlagene sine abonnementspriser for deltagerne i sammenskudsgildet.
I første fase i årene 2014-2016 deltog 3000 biblioteker, konsortier, forskningsinstitutioner, forlagsvirksomheder og finansieringsorganer fra mange lande i projektet.
Alle artikler af CERN-forfattere publiceres med gold open access.

## Forskelligt
Et af projektene hos CERN går ud på se nærmere på forbindelsen mellem kosmisk stråling og skydannelse. Dette kan ske under kontrollerede eksperimentelle omstændigheder ved benyttelse af et skykammer og en af CERN's partikelaccelerator. Eksperimentet er navngivet CLOUD (Cosmics Leaving Outdoor Droplets). Det er Henrik Svensmarks teori om solens indvirkning på den globale opvarmning, der er baggrunden for dette projekt.